# شهرستان نانگ
شهرستان نانگ و یا شهرستان لانگ (لانگ‌شیان) (به لاتین: Nang County) یک منطقهٔ مسکونی در چین است که در نینگچی واقع شده‌است.